# Jože Župančič
Jože Župančič, slovenski učitelj in publicist, * 18. februar 1900, Novo mesto, † 4. oktober 1970, Ljubljana. 

## Življenje in delo
V matični knjigi je vpisan kot Jožef Zupančič. Rodil se je očetu pomožnemu uradniku Jožefu st. in materi Ani (rojena Butkovič). Nižjo gimnazijo je obiskoval v Novem mestu in Ljubljani, tu tudi učiteljišče (1914–1919), potem vstopil med Maistrove borce za severno mejo. Kot učitelj je služboval v Škofji Loki (1920–1923), Poljanah nad Škofjo Loko (1923/1924) in od 1924 v Litiji. Nemci so ga maja 1941 zaprli in julija z družino izgnali v Varvarin (Srbija), kjer je dobil službo učitelja. Konec 1944 je prišel v Beograd, delal v Slovenskem kulturno prosvetnem društvu Franc Rozman, ustanovil in urejal slovenski list Domovina. Od jeseni 1945 je bil urednik pri Državni založbi Slovenije, kjer je vodil bibliografski oddelek, od 1948 je bil ponovno  učitelj v Litiji. Leta 1955 se je upokojil. Strokovno je deloval v okviru Jugoslovanskog učiteljskog udruženja, bil 1932–1941 predsednik okrajnega odbora za Litijo, član banovinskega vodstva, ustavanovil ekskurzijski odsek, organiziral več učiteljskih zborovanj okrajnih društev, bil med organizatorji prvih obmorskih počitniških kolonij slovenske mladine. V krajih, kjer je služboval, je sodeloval pri prosvetnih prireditvah, Sokolu Slovenskem planinskem društvu, v Litiji posebej še pri Ljudski univerzi (vodja), Foto klubu (pobudnik in 1. predsednik) in uvajal smučanje.
Publicistično se je udejstvoval v raznih listih vse od dijaških let do smrti. V knjigi Zasavje v plamenih NOB, I (1952) obravnava pretežno na podlagi spominskih pričevanj leto 1941 na Litijskem. Pripravil je domoznanske brošure (vse v samozaložbi): Mesto Litija (1952), Slatina Radenci 1882–1952 (1952), Okraj Ljubljana okolica (1953) in Ljubljanska okolica (1954). V številnih člankih je oživljal spomin na zgodovinske dogodke in zanimivosti, populariziral planinstvo in turizem, pisal reportaže, šaljive lovske zgodbe itd.
Uredniška dejavnost je bila večinoma povezana z učiteljskim ali založniškim poklicem: leta 1934 je uredil edino številko Mlade Jugoslavije, po osvoboditvi pa 3 letnike Kronoloških pregledov prosvetnih delavcev (1946–1948; sestavljal pregled zgodovinskih dogodkov), Vodnik po razstavi šolstva LRS (razstavo je  tudi organiziral), Borba slovenskih ljudskih množic za svobodno šolo (1948), bibliografski mesečnik Slovenski tisk (1946–1947, od št. 3 naslov Naš tisk).  Sestavil je priročnik Kratice (1948), napisal besedila k Zemljevidom slovenske Koroške (1948–1949). Uredil je prozno zbirko izseljenca Janka Roglja Kruh in srce (1962) in dodal spremno besedo. Zbiral je avtograme in pisma kulturnih delavcev (prvo zbirko so mu med okupacijo uničili Nemci) in nabral bogato fototeko svojih posnetkov.